# Имандра
И́мандра (саам. Оэверь, Аверь) — озеро в западной части Кольского полуострова, крупнейшее в Мурманской области и 14-е в России по площади водного зеркала. После создания на реке Ниве каскада гидроэлектростанций оказалось в зоне подпора и стало водохранилищем с многолетним регулированием.
Нормальный подпорный уровень (НПУ) — 128,38 м, уровень предполоводной сработки (УПС) — 124,88 м; площадь при НПУ — 876 км² (до зарегулирования — 812 км²), при УПС — 750 км²; объём при НПУ — 11,2 км³, полезный объём — 2,33 км³. Длина — 120 км, максимальная ширина — 14 км. Площадь водосбора — 12 342 км². Максимальная глубина — 67 м, средняя — 16 м. Высота над уровнем моря — 127 м.
Свыше 140 островов, крупнейший — Ерм (26 км²). Впадает около 20 притоков, вытекает река Нива. Озеро разделено узкими протоками на три основные части — Большую (Хибинскую) Имандру (северная часть озера, площадь — 328 км², длина — около 55 км, ширина — 3—5 км), Экостровскую Имандру (южная часть, 351 км²) и Бабинскую Имандру (юго-западная часть, 133 км²). Пролив Широкая Салма и Экостровский пролив были частично пересыпаны дамбами при строительстве автодороги М-18 «Кола»; оставлены узкие протоки под мостами, что значительно снизило водообмен между тремя частями Имандры и фактически разделило её на три озера. Скорость стоковых течений, ранее не очень заметных, когда протоки были широкими, значительно возросла и особенно заметна в Экостровском проливе. Тем не менее, протоки доступны для миграции рыбы и прохода маломерных судов.
Озеро подвергается антропогенной нагрузке от различных металлургических и горно-обогатительных предприятий в Оленегорске, Мончегорске, Кировске и Апатитах. Один из крупнейших заливов, Белая губа, был отгорожен дамбой и использован при строительстве нефелиновых хвостохранилищ.
Уникальным местом на Имандре, в её Бабинской части, является Молочная губа, которая не замерзает круглый год за счёт сброса тёплой воды по каналу с Кольской АЭС. Этот залив служит местом для разведения ценных пород рыб, а также популярным местом отдыха и купания для жителей близлежащих городов, таких как Апатиты, Мончегорск, Полярные зори и Кандалакша.
Озеро богато рыбой, в нём обитают сиг, хариус, озёрный голец, ряпушка, щука, язь, налим, окунь, озёрная кумжа и другие.
На озере расположены города Апатиты и Мончегорск, а также населённые пункты Имандра, Хибины, Тик-Губа, Африканда, Зашеек.
К западу от озера Имандра находится Лапландский заповедник.
Ежегодно в апреле на льду озера проводится международная 100-километровая супермарафонская гонка под кайтами и другими зимними парусами.
В Мончегорске на озере проводятся плавания на яхтах и каяках, и во многих других местах оно активно используется для водного туризма, отдыха и рыбалки.
В 1915 году по озеру Имандра перевозились грузы, продовольствие и оборудование для нужд строящейся Мурманской железной дороги.

## Туризм
С 2022 года Мончегорск поддерживается проектом Visit-imandra как новая точка на карте Русского севера и туристическая локация для внутренних и зарубежных туристов.